# Norman Borlaug
Norman Ernest Borlaug (Cresco, 25 marzo 1914 – Dallas, 10 settembre 2001) è stato un agronomo e ambientalista statunitense, vincitore del Premio Nobel per la pace nel 1970, definito il padre della Rivoluzione verde.

## Biografia
Cresciuto nella fattoria di famiglia a Cresco, piccolo paese dell'Iowa, compì gli studi nella sua città natale, per poi portare a termine un Dottorato di ricerca in Patologia vegetale all'Università del Minnesota, nel 1942.
Dal 1942 al 1944 divenne ricercatore della DuPont, incentrando i suoi studi sui battericidi e sui fungicidi.
Nel 1944 divenne responsabile del centro di ricerche delle malattie genetiche con sede in Messico, dove negli anni si prodigò per creare coltivazioni resistenti alle condizioni climatiche avverse dei paesi del Terzo mondo, attraverso le modificazioni geniche e la creazione di colture resistenti. 

### Il grano nano
Egli incrociò varietà diverse di frumento per ottenerne di nuove che fossero resistenti al clima mesoamericano, cosicché avessero ottima resa e non crescessero troppo in altezza per poi piegarsi occupando così troppo spazio, il cosiddetto "grano nano". In Messico si dedicò inoltre al miglioramento delle tecniche di coltivazione, introducendo un uso massiccio di fertilizzanti chimici che fornissero al terreno, tra gli altri, utili elementi quali azoto, fosforo e potassio e l'uso di agrofarmaci per poter debellare le malattie causate dai parassiti delle piante e la crescita di erbe infestanti; si preoccupò di migliorare i sistemi d'irrigazione e di promuovere il ricorso massiccio all'uso di macchine agricole. Il risultato fu che egli riuscì, grazie ai suoi metodi, a far raggiungere, pochi anni dopo il suo arrivo, l'autosufficienza alimentare al Messico (prima del 1956 il Messico doveva importare il 50% del frumento necessario all'alimentazione della sua popolazione) e addirittura a fare di quel Paese un esportatore di frumento.
Dopo il Messico sperimentò i suoi metodi in India, Pakistan, ove tra il 1965 e il 1970 riuscì a far quasi raddoppiare le rese in frumento, poi in Egitto e in molti altri Paesi dell'Africa e dell'Asia. Cominciò così la "Rivoluzione alimentare", o "Rivoluzione Verde", che trova in Borlaug il proprio fondatore.

### Il Nobel
Per il suo impegno nella lotta contro la fame nel mondo, ottenne il riconoscimento del Premio Nobel per la pace nel 1970.
Nel 1986 fondò il World Food Prize, riconoscimento diretto alle personalità impegnate nella lotta contro la fame nel mondo.
Nel discorso tenuto ad Oslo nel 2000, in commemorazione del Premio Nobel ottenuto trent'anni prima, affermò quanto segue:
(Norman Ernest Borlaug)

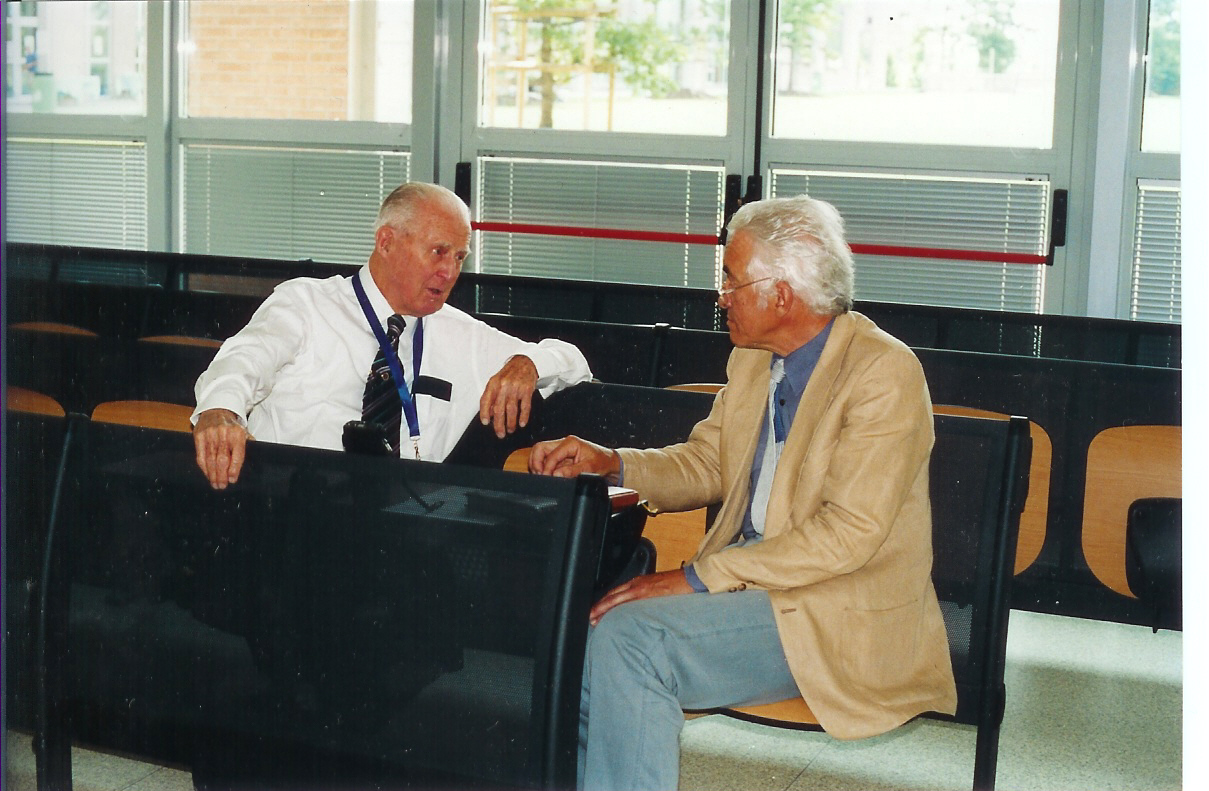
Intervista di Antonio Saltini a Norman Borlaug all'Università di Bologna nel 2004

È morto nella sua casa di Dallas in Texas il 12 settembre 2009, dopo una lunga lotta contro il cancro.

## Critiche
Norman Borlaug, nonostante i risultati stupefacenti ottenuti nella lotta contro la fame nel mondo, subì numerose critiche da ecologisti che lo accusarono di aver favorito l'uso eccessivo di fertilizzanti e antiparassitari. Tra costoro vi furono Lester Brown, Paul R. Ehrlich e Aurelio Peccei, che gli mossero l'accusa di scarso rispetto per l'ambiente e di aver contribuito all'incremento demografico della popolazione mondiale. Così rispose a queste critiche Borlaug:
(John Marion Tierney, Greens and Hunger, "New York Times", 2 maggio 2008)
Criticato anche per il suo appoggio alle biotecnologie, Borlaug così si espresse: